# Оксфордский замок
Оксфордский замок (англ. Oxford Castle) — большой, частично разрушенный нормандский средневековый замок в Оксфорде, Оксфордшир, Англия. 

## История
Бо́льшая часть оригинального деревянного замка XI века по типу мотт и бейли была перестроена в камне в стиле нормандской архитектуры в конце XII или начале XIII века. Он играл важную роль во время гражданской войны в Англии (1135—1154). В XIV веке военное значение замка уменьшилась, и он стал использоваться в основном для управления графством и в качестве тюрьмы. Считается, что сохранившаяся прямоугольная башня Святого Георгия была возведена раньше остального замка и является саксонской сторожевой башней.

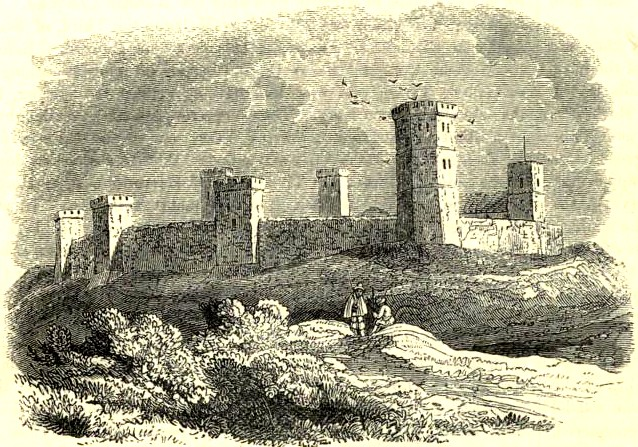
Оксфордский замок в XV веке по мнению художника в середине XIX века.

Бо́льшая часть замка была разрушена во время Английской революции, а к XVIII веку оставшиеся строения были отведены под местную тюрьму. Новый тюремный комплекс был построен на этом месте в 1785 году и расширен в 1876 году.

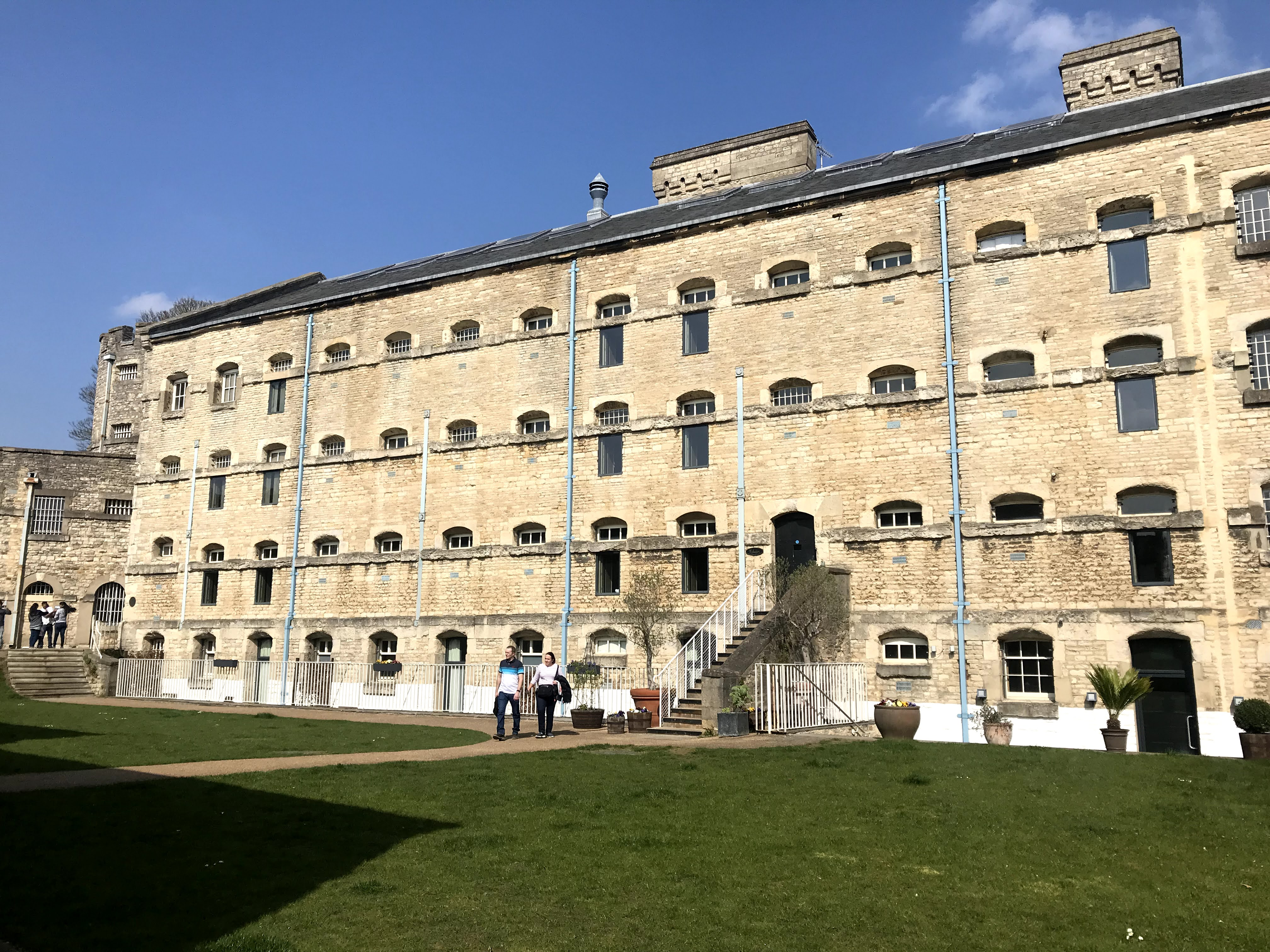
Здание бывшей тюрьмы в Оксфордском замке, превращенное в гостиницу

Тюрьма закрылась в 1996 году, была перестроена в гостиницу и стала туристической достопримечательностью. Средневековые руины замка, в том числе насыпь, башня Святого Георгия и склеп являются к памятниками архитектуры первой степени и памятниками древности.